# Tour de Ucrania
El Tour de Ucrania es una carrera ciclista por etapas ucraniana. Creada en 2016, forma parte del UCI Europe Tour en categoría 2.2.

## Palmarés
| Año  | Ganador       | Segundo         | Tercero        |
| ---- | ------------- | --------------- | -------------- |
| 2016 | Serhi Lahkuti | Vitaliy Buts    | Nikita Stalnow |
| 2017 | Vitaliy Buts  | Andriy Vasylyuk | Serhi Lahkuti  |

## Palmarés por países
| País    | Victorias |
| ------- | --------- |
| Ucrania | 2         |